# 1730er
Portal Geschichte | Portal Biografien | Aktuelle Ereignisse | Jahreskalender | Tagesartikel

◄ |
17. Jh. |
18. Jahrhundert
| 19. Jh. | ►

◄ |
1700er |
1710er |
1720er |
1730er
| 1740er | 1750er | 1760er | ►

1730 |
1731 |
1732 |
1733 |
1734 |
1735 |
1736 |
1737 |
1738 |
1739

## Ereignisse
- 1733 bis 1738: Polnischer Thronfolgekrieg.

## Wissenschaft
- 1736: Leonhard Euler formuliert in seiner Mechanica sive motus scientia die Bewegungsgesetze des starren Körpers.

## Persönlichkeiten
- Ludwig XV., König von Frankreich
- Karl VI., Kaiser des Heiligen Römischen Reiches Deutscher Nation, als Karl III. König von Ungarn und als Karl II. König von Böhmen
- Philipp V., König von Spanien
- Friedrich Wilhelm I., König von Preußen
- Clemens XII., Papst
- Anna, Zarin von Russland
- Georg II., König von Großbritannien und Irland
- Robert Walpole, Premierminister von Großbritannien und Irland
- Nakamikado, Kaiser von Japan
- Sakuramachi, Kaiser von Japan
- Qianlong, Kaiser von China
- Yongzheng, Kaiser von China